# Obrovac (Bačka Palanka)
Obrovac (v srbské cyrilici Обровац) je obec v Srbsku, v autonomní oblasti Vojvodina. 
Zde je srbská pravoslavná církev v Obrovacu.

## Obyvatelstvo
V roce 2011 zde dle srbského sčítání lidu žilo 2944 obyvatel.